# Lijst van zwaarste aardbevingen in België
Hieronder volgt een lijst van de zwaarste aardbevingen in België.
| Sterkte op de schaal van Richter | Datum             | Epicentrum              | Bijzonderheden           |
| -------------------------------- | ----------------- | ----------------------- | ------------------------ |
| 6,3                              | 18 september 1692 | Verviers                | Aardbeving Verviers 1692 |
| 5,6                              | 11 juni 1938      | Ronse                   | Aardbeving Zulzeke 1938  |
| 5,1                              | 23 februari 1828  | Orp-Jauche              |                          |
| 5,0                              | 8 november 1983   | Luik                    | Aardbeving Luik 1983     |
| 4,6                              | 3 april 1949      | Havré                   |                          |
| 4,5                              | 28 maart 1967     | Carnières               |                          |
| 4,5                              | 20 juni 1995      | Le Rœulx                |                          |
| 4,4                              | 15 december 1965  | Strépy-Bracquegnies     |                          |
| 4,4                              | 16 januari 1966   | Chapelle-lez-Herlaimont |                          |
| 4,3                              | 21 december 1965  | Ans-Vottem              |                          |
| 4,3                              | 6 september 1911  | Raeren                  |                          |
| 4,2                              | 1 juni 1911       | Ransart                 |                          |
| 4,1                              | 13 augustus 1968  | La Louvière             |                          |
| 3,1                              | 26 mei 2018       | Molenbeersel            |                          |
| 2,4                              | 2 augustus 2011   | Veldegem                |                          |